# Birgit

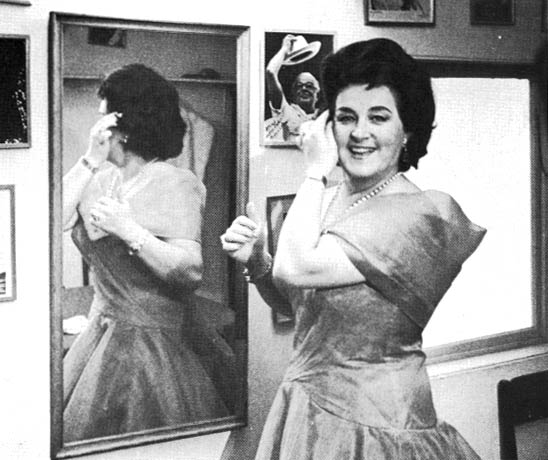
Birgit Nilsson

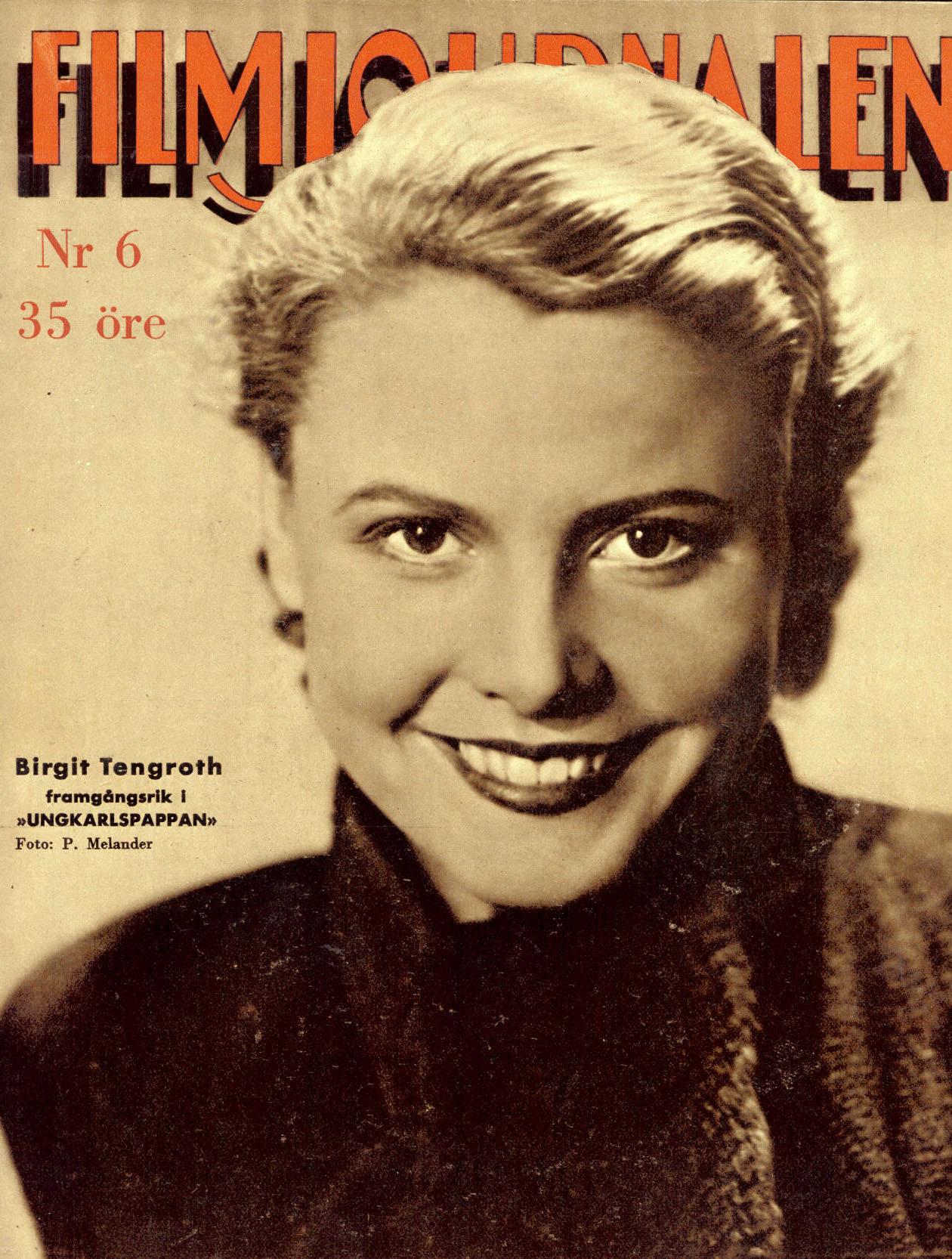
Birgit Tengroth

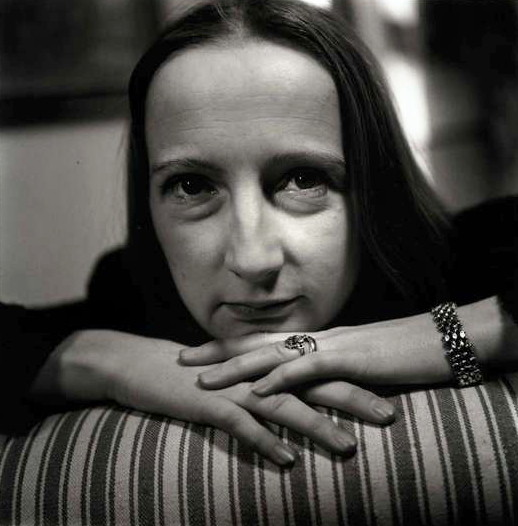
Birgit Cullberg

Kvinnonamnet Birgit är en, möjligen dansk, kortform av Birgitta som i sin tur är av keltiskt ursprung och betyder den upphöjda eller den höga. Namnet har funnits i Sverige sedan 1800-talet. Namnet har dalat kraftigt i användning i Sverige sedan 1950-talet.[källa behövs]
Den 31 december 2014 fanns det totalt 25 764 kvinnor folkbokförda i Sverige med namnet Birgit, varav 15 007 bar det som tilltalsnamn.
Namnsdag i Sverige: 13 oktober, (sedan 1993, dessförinnan 1986-1992: 7 oktober). I den finlandssvenska namnsdagslängden har Birgit namnsdag 7 oktober sedan 1964.

## Personer med namnet Birgit
- Birgit Antonsson, riksbibliotekarie
- Birgit Bringslid, svensk friidrottare
- Birgit Brüel, dansk sångerska och skådespelerska
- Birgit Carlstén, svensk skådespelerska och sångerska
- Birgit Chenon, svensk skådespelerska
- Birgit Cullberg, svensk dansare och koreograf
- Birgit Eggers, svensk skådespelerska
- Birgit Finnilä, svensk operasångerska
- Birgit Fischer, tysk kanotist
- Birgit Friggebo, svensk politiker (fp), statsråd, landshövding i Jönköpings län
- Birgit Grefveberg, svensk balettdansös
- Birgit Gullbrandsson, svensk tennisspelare
- Birgit Johannesson, svensk skådespelerska
- Birgit Lennartsson, svensk skådespelerska och sångerska
- Birgit Linder, svensk skådespelerska
- Birgit Nilsson, svensk operasångerska
- Birgit Nordin, svensk operasångerska
- Birgit Nyhed, svensk friidrottare
- Birgit Õigemeel, estländsk sångerska
- Birgit Prinz, tysk fotbollsspelare
- Birgit Rausing, svensk företagare
- Birgit Ridderstedt, svenskamerikansk folksångerska
- Birgit Rockmeier, tysk friidrottare
- Birgit Rodhe, svensk politiker (fp), statsråd
- Birgit Rosengren, svensk skådespelerska
- Birgit Sergelius, finlandssvensk skådespelerska
- Birgit Th. Sparre, svensk författare
- Birgit Tengroth, svensk skådespelerska och författare
- Birgit Wåhlander, svensk skådespelerska
- Birgit Åkesson, svensk koreograf och dansare